# Haitiophis anomalus
Genre
Espèce
Synonymes
- Zamenis anomalus Peters, 1863
- Alsophis anomalus (Peters, 1863)

Haitiophis anomalus, unique représentant du genre Haitiophis, est une espèce de serpents de la famille des Dipsadidae.

## Répartition
Cette espèce est endémique d'Hispaniola. Elle se rencontre aussi sur l'île de la Tortue et l'île Beata.

## Étymologie
Le nom de ce genre est dérivé du taïno Haiti qui signifie hautes montagnes et du mot grec ophis, le serpent.

## Publications originales
- Peters, 1863 : Über einige neue oder weniger bekannte Schlangenarten des zoologischen Museums zu Berlin. Monatsberichte der Königlich Preussischen Akademie der Wissenschaften zu Berlin, vol. 1863, p. 272-289 (texte intégral).
- Hedges, Couloux & Vidal, 2009 : Molecular phylogeny, classification, and biogeography of West Indian racer snakes of the Tribe Alsophiini (Squamata, Dipsadidae, Xenodontinae). Zootaxa, no 2067, p. 1–28 (texte intégral).